# Hendrikus Octavius Feith

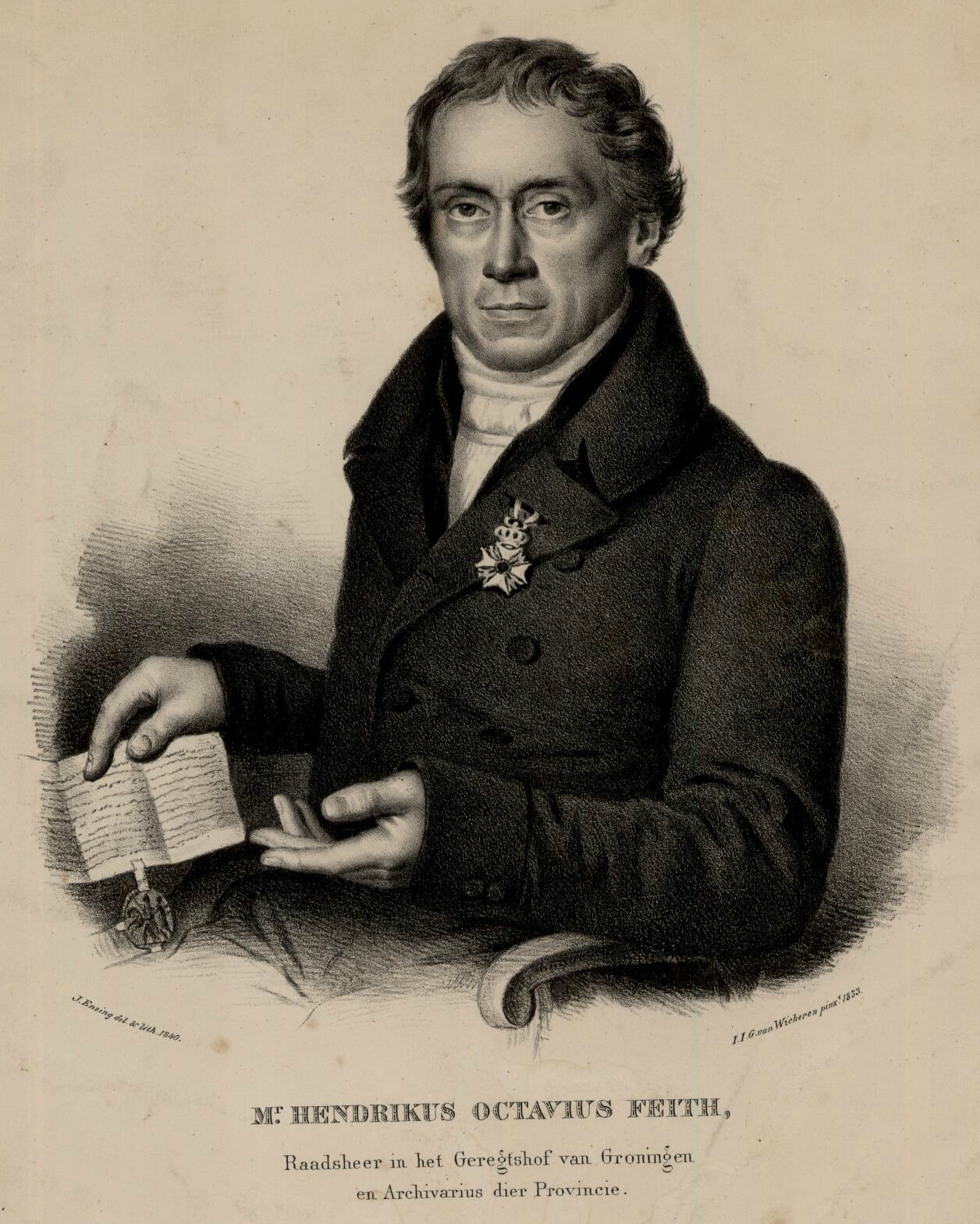
Hendrikus Octavius Feith. Lithografie van Jan Ensing uit 1840 op basis van een schilderij van Johan Joeke Gabriël van Wicheren uit 1833

Hendrikus Octavius Feith (Zwolle, 19 november 1778 - Groningen, 27 maart 1849) was een Nederlands rechtsgeleerde uit het geslacht Feith, die vooral bekend werd om zijn verhandelingen over het beklemrecht. Hij was lange tijd archivaris in Groningen. Hij dient niet te worden verward met zijn zoon Hendrik Octavius Feith, die hem na zijn dood in 1849 opvolgde als archivaris in Groningen. Ter onderscheid wordt hij ook wel aangeduid als 'H.O. Feith sr.' Ook zijn kleinzoon Johan Adriaan Feith was archivaris van Groningen.

## Biografie
Hendrikus Octavius (soms ook geschreven als Octavianus) werd geboren als zoon van dichter en burgemeester van Zwolle Rhijnvis Feith en Ockje Groeneveld. Hij studeerde Romeins en hedendaags recht aan de Rijkshogeschool Groningen en promoveerde in 1800 tot doctor in de beide Regten op een dissertatie genaamd de tyrannide. Een jaar later, in 1801, kreeg hij een betrekking als richter (grietman of redger) voor de jurisdicties de Drie Waarden en Commerzijl, Ezinge en Hardeweer en Feerwert. Nog hetzelfde jaar verliet hij deze betrekking voor een baan als advocaat in Groningen. Volgens Acker Stratingh en Oudeman was hij daar "gedurende deze lange reeks van jaren steeds de vertrouwde raadsman en vraagbaak voor velen, en door eene scherpzinnige uiteenzetting der regtsgronden en eene welsprekende voordragt een sieraad der balie." Volgens Van der Aa "was hij, wegens zijne kunde, braafheid en regtschapenheid, zeer gezien, en zelfs door buitenlanders werd hij over ingewikkelde regtzaken meermalen geraadpleegd." Van der Aa schrijft verder "Hij was een zeer begaafd redenaar, hield zijne pleidooijen meestal uit het hoofd, en boeide zijne toehoorders door eene duidelijke, welluidende, krachtige en overredende voordragt." Zijn vaardigheden bleven niet opgemerkt en in 1838 werd hij gevraagd zijn baan op te geven voor een nieuwe functie als rechter (raadsheer) van het nieuw opgerichte Provinciaal gerechtshof in Groningen. Deze functie zou hij blijven vervullen tot zijn dood. 
Tijdens werkzame leven vervulde hij tal van andere functies. Zo was hij van 1827 tot 1847 lid van de stedelijke (gemeente)raad van Groningen, waarna hij zich terugtrok omdat ook een familielid toetrad tot de raad en hij niet de schijn van belangenverstrengeling wilde wekken. In 1840 werd hij voor de provincie Groningen afgevaardigd als buitengewoon lid van de Tweede Kamer der Staten-Generaal om te vergaderen over de grondwetsherziening van 1840. Van 1815 tot 1845 was hij lid van het curatorium van de Latijnse scholen van Groningen, waarna hij aftrad, waarschijnlijk wegens onenigheid over het toen ingevoerde staatsexamen op deze scholen. Van 1846 tot zijn dood was hij vervolgens lid van het College van Curatoren van de Rijkshogeschool van Groningen. Hij maakte zich ook sterk voor de doofstommen: Gedurende 6 jaar was hij lid van de directie en daarna nog ongeveer 20 jaar voorzitter van het Instituut voor Doofstommen in Groningen. 
Het bekendst werd hij echter door zijn functie als archivarius van de provincie Groningen, een functie die hij vervulde van 1832 tot zijn dood. Als zodanig voerde hij een actief verwervingsbeleid: nog in zijn eerste werkjaar benaderde hij burgemeesters en predikanten om het afstaan van de oude kerspelzegels. In 1833 maakte hij een inventaris van deze zegels. Zijn inspanningen werden door zijn zoon voortgezet en ten slotte voltooide zijn kleinzoon Johan Adriaan in 1892 de inventarisatie van de oud-rechterlijke archieven.
Als archivarius publiceerde hij veel over de geschiedenis van Groningen, met name over het beklemrecht. In 1824 verdedigde hij een zaak waarbij een cliënt de dupe dreigde te worden van een bepaalde interpretatie van het beklemrecht die hij met succes bestreed tot aan de Hoge Raad. In 1828 en 1837 gaf hij twee delen uit met bronnen over het beklemrecht, die tezamen meer dan 1200 pagina's telden. Op verzoek van verschillende boeren die een naslagwerk wilden over het beklemrecht publiceerde hij in 1848 ook nog een handboek over het beklemrecht.
Hendrikus Octavius was lid van een groot aantal verenigingen en genootschappen. Zo was hij ruim 30 jaar lid van het juridisch genootschap Pro Excolendo Jure Patrio. Ook was hij lid van de Maatschappij der Nederlandse Letterkunde, het Koninklijk Nederlandsch Instituut (als correspondent tweede klasse), het Provinciaal Utrechtsch Genootschap van Kunsten en Wetenschappen, het Historisch Gezelschap in Utrecht, het Provinciaal Friesch Genootschap ter Beoefening van Friesche Geschied-, Oudheid- en Taalkunde, het Zeeuwsch Genootschap van Wetenschappen, de Verein von Alterthumsfreunden im Rheinlande in Bonn, de Gesellschaft für ältere Deutsche Geschichtskunde en de Archaeologische maatschappij van Athene. Hij was honorair lid van de Gesellschaft für bildende Kunst und vaterländische Altertümer zu Emden.
Voor zijn verdiensten ontving Feith reeds in 1837 een onderscheiding als Ridder in de Orde van de Nederlandse Leeuw.

## Persoonlijk leven
Feith was een godvrezend man. Kerkelijke functies die hij bekleedde waren onder andere archidiaken (voorzitter van de diakenen), ouderling en notabel van de Nederlandse Hervormde Kerk in Groningen en voorzitter van het college van kerkvoogden van Groningen en lid van het bestuur van de Groningse afdeling van het Nederlandsch Bijbelgenootschap.
Kort na zijn promotie trouwde hij in 1800 met Harmanna Maria Meurs. Zij kregen 6 zonen en 3 dochters, waarvan een zoon levenloos ter wereld kwam en een dochter op jonge leeftijd overleed.
- Hillegonda Adriana Feith (1802-1873), trouwde met Hendrik Ludolf Wichers
- Rhijnvis Feith (1804-1857), notaris
- Johan Adriaan Feith (1806-1874), militair; kolonel Korps Mineurs
- levenloos geboren zoon (1807)
- Ockje Johanna Feith (1809-1828)
- Frederik Feith (1810-1897), griffier
- Hermanna Maria Feith (1812-1859)
- Hendrik Octavius Feith (1813-1895), advocaat en archivaris
- Willem Jacob Feith (1817-1869), rechter bij de arrondissementsrechtbank Groningen